# Broche de la Lista de Honor
El Broche de la Lista de Honor, Broche de Honor o Broche de Honor del Heer y las Waffen-SS (en alemán: Ehrenblattspange) fue una condecoración del Tercer Reich durante la Segunda Guerra Mundial. Se otorgaron 4556 entre miembros del Ejército y las Waffen-SS.

## Historia

### Creación
El Broche de Honor del ejército fue instituido después de la invasión alemana de la Unión Soviética en 1941. Hasta el 30 de enero de 1944, solo era un premio en papel. Después de esta fecha, Adolf Hitler presentó la versión metálica del premio para la decoración. Hubo varias calificaciones posibles para el Broche de Honor: 
- El premio solo puede otorgarse después de que un destinatario haya recibido la Cruz de Hierro tanto en la 1.ª como en la 2.ª clase.[1]
- Para aquellos que "una vez más (después de recibir la Cruz de Hierro en ambas clases) se distinguieron en combate".[1]
- Inclusión en el Broche de Honor del Ejército alemán (Ehrenblatt des deutschen Heeres)[1]

### Requisitos
No hubo calificaciones específicas para ganar este premio aparte de lo mencionado anteriormente; su otorgamiento fue a discreción del Alto Mando Alemán. Fue otorgado con moderación para mantener un alto nivel de prestigio y honor. Las Waffen-SS no era legalmente parte del Ejército alemán, pero era elegible en las mismas condiciones que el Ejército. También hubo dos versiones variantes otorgadas a los miembros de la marina y la fuerza aérea.

## Descripción
La condecoración contenía una corona de flores de 24,5 mm de ancho, formada por seis racimos de hojas de roble a cada lado. El ancho de la corona era de 5 mm en el punto más ancho y afilado hasta el ápice, donde dos hojas de roble se juntan de punta a punta. La altura de la placa desde la base hasta la punta era de 26 mm. La esvástica se superpuso a la corona hecha por separado y se solda al conjunto de la corona. El reverso tenía cuatro pasadores para la fijación para permitir la fijación a una tira de cinta de la Cruz de Hierro de 2.ª clase. Esta cinta se colocó a través del segundo orificio del botón en la túnica del destinatario.

## Galería

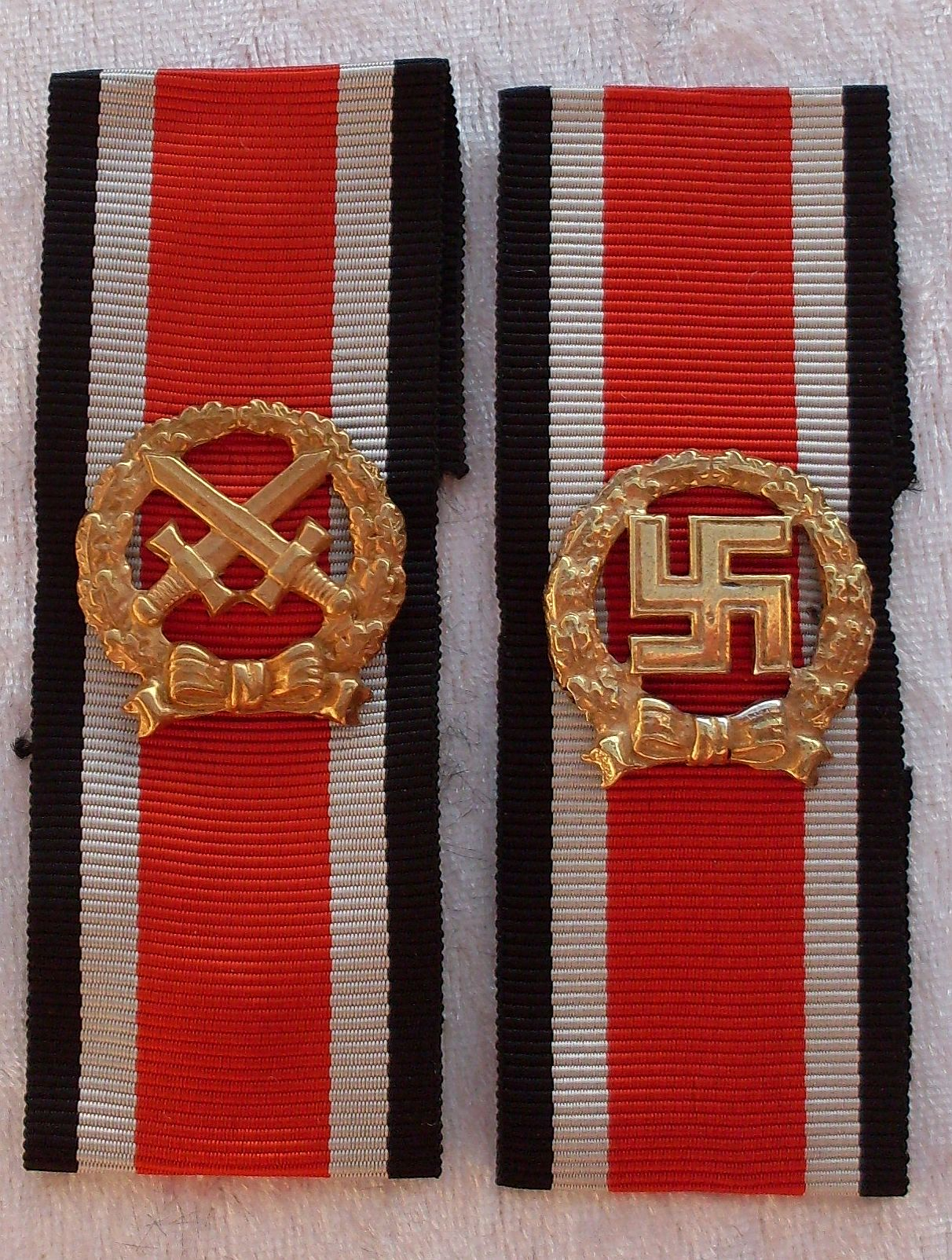
Broche de Honor del Ejército.
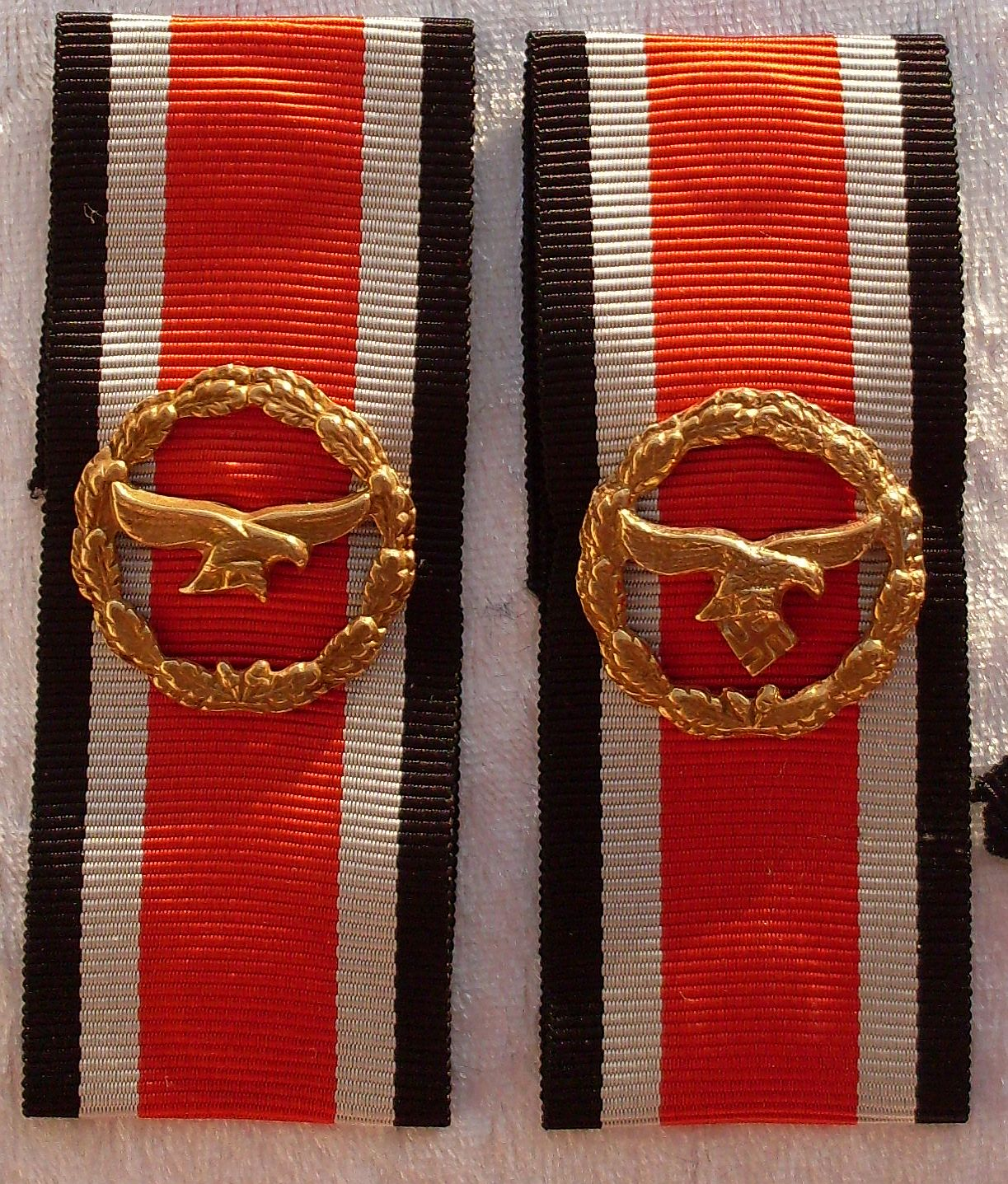
Variante de la Luftwaffe.
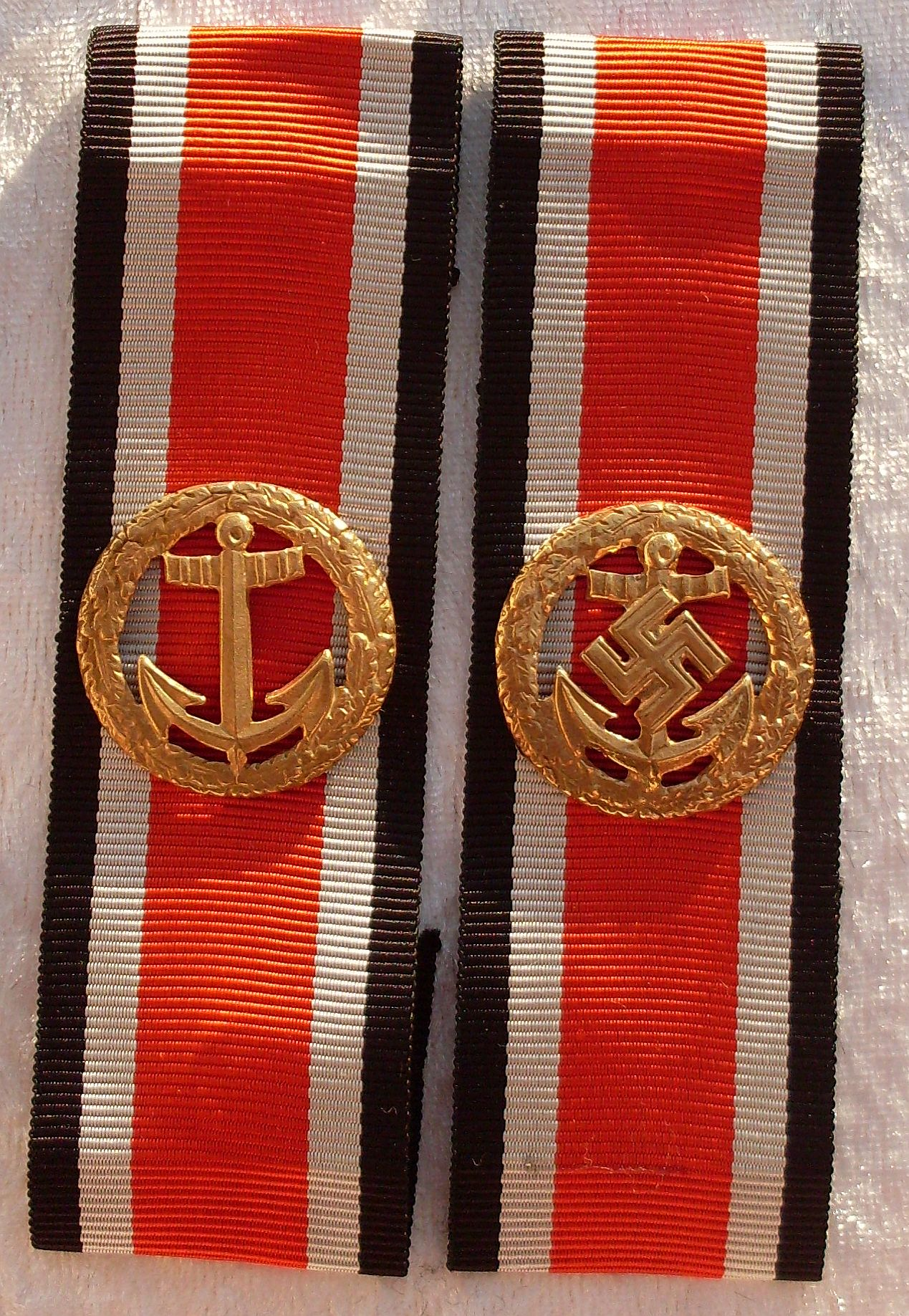
Variante de la Kriegsmarine.